# Irène Mboukou
Irène Marie Cécile Mboukou Kimbatsa (De soltera Goma; Lékoumou, 1961/1962) es una bióloga y política congoleña, actual Ministra de Asuntos Sociales de ese país.

## Biografía
Nacida a principios de la década de 1960 en Lékoumou, posee un Doctorado en Ciencias ecológicas. También es graduada en Ingeniería Agrícola.
Mboukou es profesora en la Escuela Nacional de Agricultura y Silvicultura (ENSAF) de la Universidad Marien Ngouabi, misma institución en la cual enseña Biología. Como tal, ha participado de gran cantidad de trabajos científicos.
Líder del Movimiento de Acción y Renovación, afiliado al Partido Congoleño del Trabajo, en 2013 fue nombrada como asesora del presidente Denis Sassou-Nguesso, encargada del Departamento de Agricultura, Ganadería, Pesca y Desarrollo Rural.
El 15 de mayo de 2021 fue designada como Ministra de Asuntos Sociales de la República del Congo por el Primer Ministro Anatole Collinet Makosso.